# Більсько (Малопольське воєводство)
Більсько (пол. Bilsko) — село в Польщі, у гміні Лососіна-Дольна Новосондецького повіту Малопольського воєводства.
Населення — 1221 особа (2011).
У 1975—1998 роках село належало до Новосондецького воєводства.

## Демографія
Демографічна структура станом на 31 березня 2011 року:
|          | Загалом | Допрацездатний вік | Працездатний вік | Постпрацездатний вік |
| -------- | ------- | ------------------ | ---------------- | -------------------- |
| Чоловіки | 631     | 152                | 411              | 68                   |
| Жінки    | 590     | 146                | 335              | 109                  |
| Разом    | 1221    | 298                | 746              | 177                  |